# Aina
Gli Aina sono stati un supergruppo power metal con influenze progressive metal, del quale fanno parte membri della scena heavy metal provenienti da tutto il mondo. Il loro unico album, Days of Rising Doom, fu pubblicato nel 2003 dalla Transmission.

## Formazione

### Fondatori
- Sascha Paeth (Luca Turilli, Rhapsody, Heaven's Gate) - produzione e arrangiamento
- Robert Hunecke-Rizzo (Luca Turilli, Rhapsody, Kamelot) - basso, batteria, chitarra e arrangiamento
- Michael Rodenberg (Luca Turilli, Rhapsody, Kamelot) - tastiera e arrangiamento
- Amanda Somerville - voce e composizione

### Ospiti

#### Cantanti
- Glenn Hughes (Deep Purple, Black Sabbath) - Talon
- Michael Kiske (ex-Helloween, Unisonic) - Narrator
- Andre Matos (ex-Shaman, ex-Angra) - Tyran
- Candice Night (Blackmore's Night) - Oria
- Sass Jordan - Oriana
- Tobias Sammet (Edguy, Avantasia) - Narrator
- Marco Hietala (Nightwish, Tarot) - Syrius
- Sebastian Thomson - The Storyteller
- Damian Wilson - King Tactius (Ayreon, Star One)
- Thomas Rettke - Torek (Sorvahr) (Heaven's Gate)
- Olaf Hayer - Baktúk (Luca Turilli)
- Cinzia Rizzo - Opera Voice and Background Vocals (Luca Turilli, Rhapsody, Kamelot)
- Rannveig Sif Sigurdardoffir - Opera Voice (Kamelot)
- Simone Simons - Soprano Voice (Epica)
- Oliver Hartmann e Herbie Langhans - The Prophets (Luca Turilli, Seventh Avenue)
- Con la partecipazione di The Trinity School Boys Choir in Angelic Ainae Choir
  - Diretto da David Swinson

#### Musicisti
- Olaf Reitmeier (Virgo) - chitarre acustiche in Revelations & Serendipity
- Derek Sherinian (ex-Dream Theater) - assolo di tastiera in The Siege of Aina
- Jens Johansson (Stratovarius, Yngwie Malmsteen, Dio) - assolo di tastiera in Revelations
- T.M. Stevens - basso in Son of Sorvahr
- Axel Naschke (Gamma Ray) - organo in Son of Sorvahr
- Erno "Emppu" Vuorinen (Nightwish, Altaria) - assolo di chitarra in Rebellion
- Thomas Youngblood (Kamelot, Ian Parry) - assolo di chitarra in Lalae Amêr
- Erik Norlander (Ayreon, Ambeon) - assolo di tastiera in Rebellion

## Discografia
- 2003 - Days of Rising Doom